# Université nationale de Pusan
L'université nationale de Pusan (en coréen : 부산대학교) est une université nationale de Corée du Sud située à Pusan. Elle est l'une des 10 universités nationales de premier rang du pays. Elle est fondée en 1946 et environ 26 000 étudiants y sont inscrits.

## Composantes

### Faculté de premier cycle
- Faculté de sciences humaines
- Faculté de sciences sociales
- Faculté des sciences du vivant
- Faculté d'ingénierie
- Faculté de droit
- Faculté de pédagogie
- Faculté d'économie
- Faculté de pharmacie
- Faculté de médecine
- Faculté d'odontologie
- Faculté d'écologie humaine
- Faculté d'arts

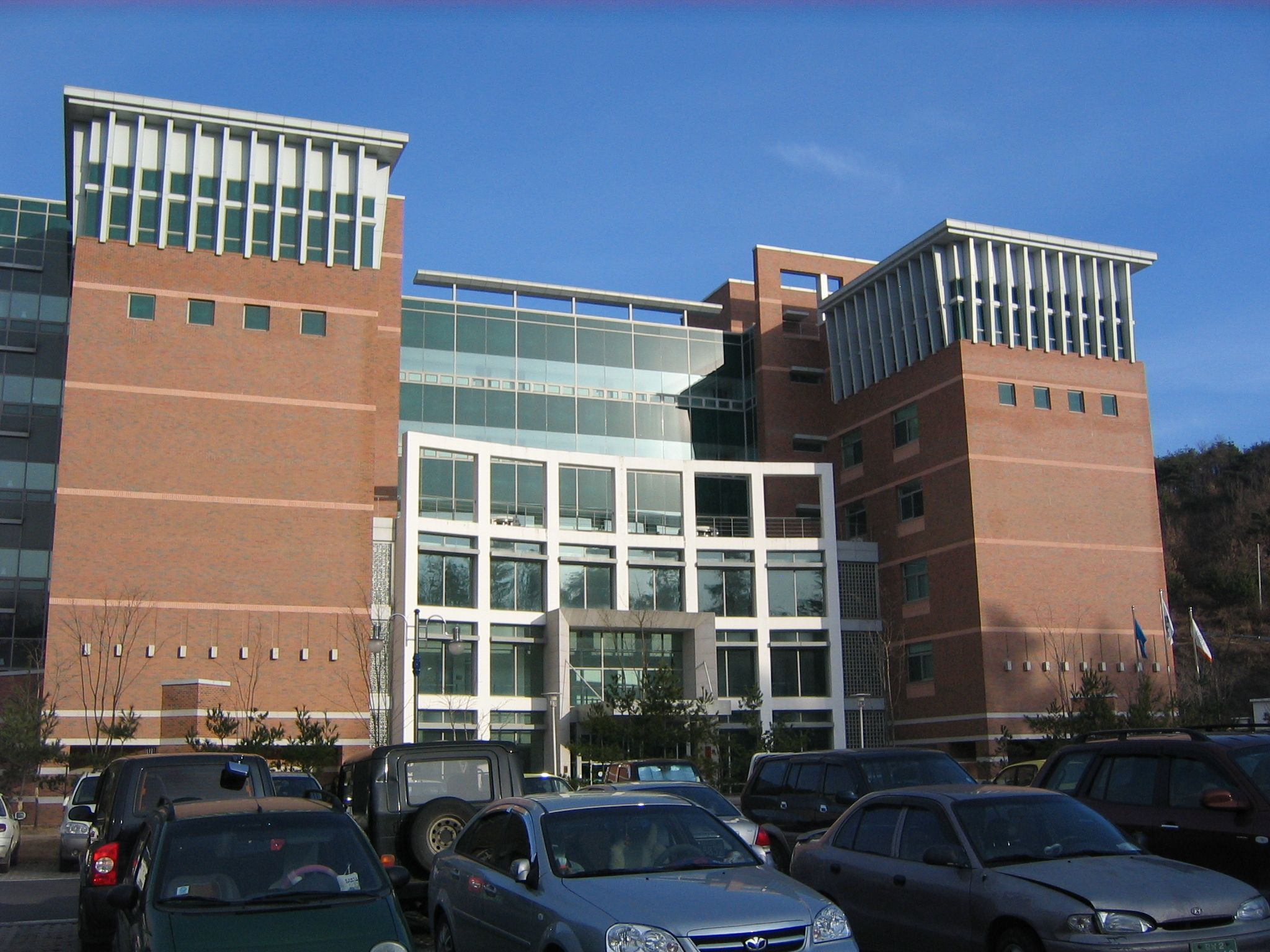
faculté de nanotechnologie sur le campus de Miryang

- Faculté des nanotechnologies et des nanosciences
- Faculté des ressources naturelles et des sciences du vivant

### Faculté de cycle supérieur
- Faculté de sciences humaines
- Faculté de sciences sociales
- Faculté des sciences du vivant
- Faculté d'ingénierie
- Faculté de droit
- Faculté de management
- Faculté d'administration publique
- Faculté d'économie
- Faculté de pédagogie
- Faculté de médecine orientale
- Faculté de pharmacie
- Faculté de médecine
- Faculté d'odontologie
- Faculté d'écologie humaine
- Faculté d'arts
- Faculté des nanotechnologies et des nanosciences
- Faculté des ressources naturelles et des sciences du vivant
- Faculté de sciences industrielles
- Faculté des sciences de l'environnement
- Faculté d'études internationales

## Festivités
Liste des célébrités du Festival de l'Université nationale de Pusan
- 17 mai – 19 mai 2022 – Spider, gagnante
- 17 et 18 mai 2023 – Kim Bum Soo, Oh My Girl / Lee Moo Jin, STAYC
- 28 mai – 30 mai 2024 – Cravity, Nam Dong Hyun, Cyberger, Dreamgirls, New Jeans / (G)I-dle, Zico / QWER, Now A Days, SG Wannabe